# Botryosphaeriaceae
Famille
Les Botryosphaeriaceae sont une famille de champignons ascomycètes de l'ordre des Botryosphaeriales. Au fil du temps, la famille des Botryosphaeriaceae, et les genres rattachés, en particulier Botryosphaeria qui est le genre-type, ont connu de nombreuses révisions taxinomiques. La famille contenait trois genres lors de sa création en 1918, mais l'introduction de nouveaux genres, ainsi que l'ajout de noms séparés pour les formes sexuées et asexuées, ont abouti à retenir au moins 78 genres au sein de cette famille vers 2006. Une étude de 2016 recense 23 genres et 187 espèces connus en culture.  
Cette famille comprend des espèces endophytes, saprobes et agents pathogènes des plantes.
Ces champignons sont très cosmopolites et polyphages. On les a signalés partout dans le monde, dans toutes les zones climatiques (sauf les régions polaires), sur divers hôtes principalement des plantes ligneuses, dont la vigne. 
21 espèces sont considérées comme pathogènes pour la vigne, notamment en France dans les genres Botryosphaeria, Diplodia, Lasiodiplodia, Neofusiccocum, Spencermatinsia.

## Liste des genres
Selon NCBI (20 février 2021) :
- Alanphillipsia Crous & M.J. Wingf., 2013
- Auerswaldia Rabenh., 1857
- Barriopsis A.J.L. Phillips, A. Alves & Crous, 2008
- Botryobambusa Phookamsak, J.K. Liu & K.D. Hyde, 2012
- Botryosphaeria Ces. & De Not., 1863
- Chaetoconis Clem., 1909
- Cophinforma Doilom, J.K. Liu & K.D. Hyde, 2012
- Diplodia Fr., 1834
- Dothiorella Sacc., 1880
- Endomelanconiopsis E.I. Rojas & Samuels, 2008
- Endomelanconium Petr. 1940
- Eutiarosporella Crous, 2015
- Fusicoccum Corda, 1829
- Lasiodiplodia Ellis & Everh., 1896
- Macrophoma (Sacc.) Berl. & Voglino, 1886
- Macrophomina Petr., 1923
- Marasasiomyces Crous, 2015
- Microdiplodia Allesch., 1901
- Mucoharknessia Crous, R.M. Sánchez & Bianchin., 2015
- Neodeightonia C. Booth, 1970
- Neofusicoccum Crous, Slippers & A.J.L. Phillips, 2006
- Neoscytalidium Crous & Slippers, 2006
- Oblongocollomyces Tao Yang & Crous, 2016
- Otthia Nitschke ex Fuckel, 1870
- Phaeobotryon Theiss. & Syd., 1915
- Phaeobotryosphaeria Speg., 1908
- Phomatosphaeropsis Ribaldi, 1953
- Pseudofusicoccum Mohali, Slippers & M.J. Wingf., 2006
- Sakireeta Subram. & K. Ramakr., 1957
- Sardiniella Linaldeddu, A. Alves & A.J.L. Phillips, 2016
- Spencermartinsia A.J.L. Phillips, A. Alves & Crous, 2008
- Sphaeropsis Sacc., 1880
- Tiarosporella Höhn., 1919